# 克勒克瓦尼鄉
47°5′58″N 26°18′18″E / 47.09944°N 26.30500°E
克勒克瓦尼鄉（羅馬尼亞語：Comuna Crăcăoani, Neamț），是羅馬尼亞的鄉份，位於該國東北部，由尼亞姆茨縣負責管轄，面積90平方公里，海拔高度518米，2007年人口4,599，人口密度每平方公里51人。